# Sopransaxophon
Ein Sopransaxophon ist ein Saxophon der hohen Lage in B.
Es besitzt einen näselnden bis durchdringenden, sehr biegsamen Klang, der sich gut für solistische Arbeit oder zur Führung eines Satzes eignet, die Bedienung aber für den Anfänger deutlich erschwert. Der Tonumfang beträgt bei dem in B gestimmten Instrument as0 – es3 ( – f3). Moderne Instrumente haben oft noch Klappen, die den Tonumfang bis klingend e3 oder gar f3 erweitern, ohne Überblastechniken (Altissimo) einsetzen zu müssen. Das Sopransaxophon (in B) klingt zwei Halbtöne (eine große Sekunde) tiefer als notiert und ist somit ein transponierendes Instrument.

## Bauformen
Das Sopransaxophon kommt in drei Bauformen vor, die sich klanglich nur wenig unterscheiden:

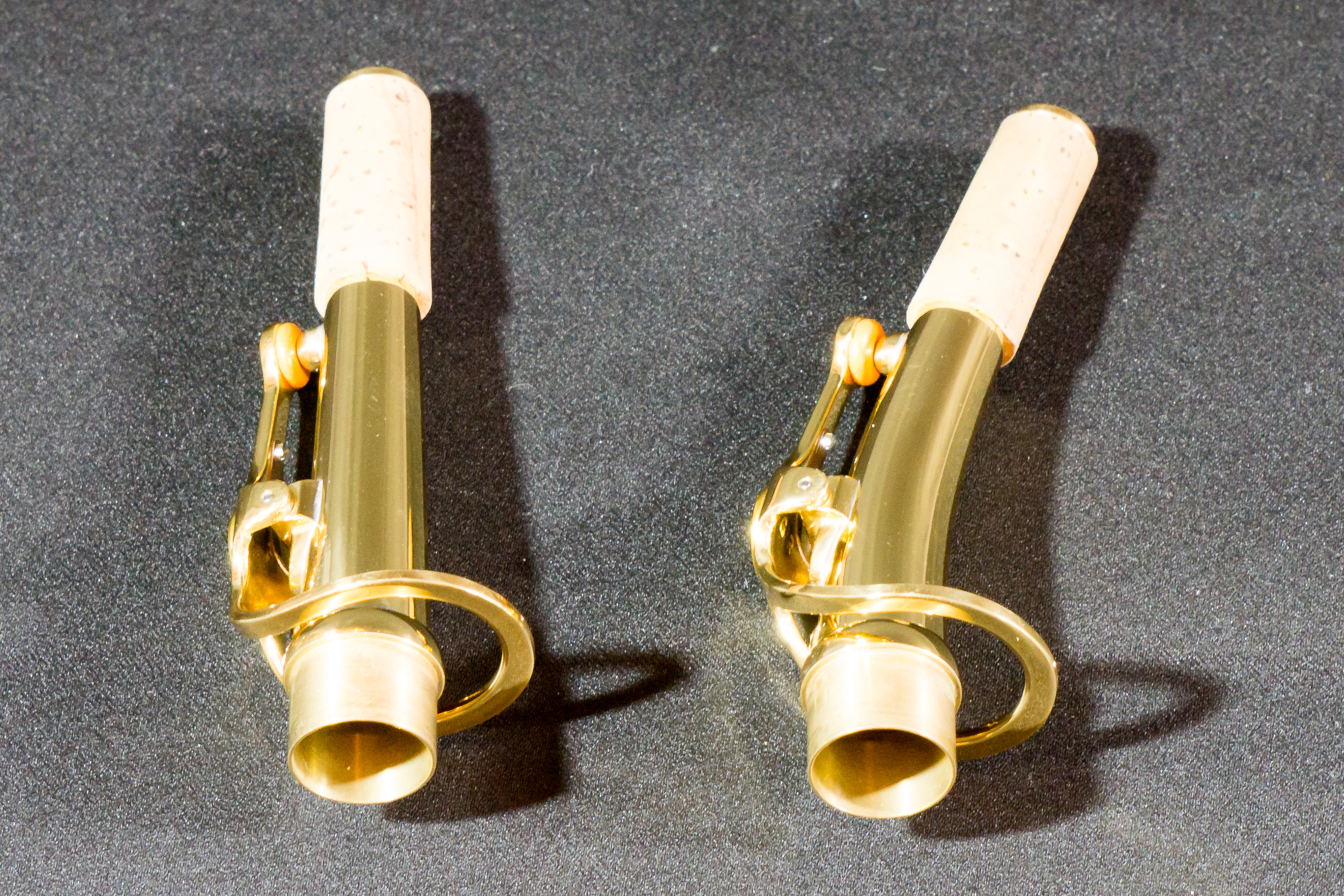
Zwei S-Bögen eines Sopransaxophons; links gerade, rechts leicht gebogen.

- die klassische und am häufigsten anzutreffende Version mit geradem Korpus, entweder einteilig oder mit separatem Kopfstück („S-Bogen“), wie bei allen tiefer klingenden Saxophonen üblich. Diesen S-Bogen gibt es in gerader und leicht gebogener Form; er enthält die obere Oktavklappe (Saxophone haben üblicherweise zwei). Diese gerade Bauweise entspricht der von Adolphe Sax patentierten Form.
- eine seltene halbgebogene Form (auch Saxello) mit nach oben gebogenem Schalltrichter
- die gebogene Bauweise, ähnlich der eines Altsaxophons. Diese Form wird von manchen Spielern vorgezogen, da der Ton wegen der Orientierung des Schalltrichters besser hör- und damit kontrollierbar ist. Weitere Vorteile der gebogenen Form sind die kürzere Gesamtlänge, was einen kleineren Koffer ermöglicht, sowie die günstigere Platzierung eines Mikrofons.

## Verbreitung
Das Sopransaxophon wurde nur von wenigen Solisten als Hauptinstrument gewählt. Jedoch haben viele Tenorsaxophonisten gerne gelegentlich ihr Instrument gegen das Sopraninstrument eingetauscht, darunter John Coltrane, Wayne Shorter, Dexter Gordon und Jerome Richardson. Berühmte Saxophonisten, die vorwiegend oder ausschließlich Sopransaxophon spielten, sind Jan Garbarek, Branford Marsalis, Sidney Bechet, Steve Lacy, Kenny G und David Liebman.
Ein Sopransaxophon wird häufig in Big Bands verwendet. Auch in Sinfonie- oder Harmonieorchestern gibt es Besetzungen mit einem Sopransaxophon; allerdings gibt es keine Festanstellung als Sopransaxophonist in einem Orchester. Es wird meist als Soloinstrument verwendet, weshalb es kaum Sopransax-Stimmen in Arrangements gibt.

## Mikrofonierung
Dadurch, dass ein Teil des Schalls bei einem Holzblasinstrument durch den Trichter und ein weiterer Teil auch durch die geöffneten Tonlöcher austritt, entsteht bei geraden Holzblasinstrumenten das Problem, dass ein einziges Mikrofon den vom Zuhörer wahrgenommenen Ton nicht völlig exakt wiedergibt.
Daher werden die geraden Sopransaxophone üblicherweise mit einem Mikrofon schräg vor dem Schalltrichter und mit einem weiteren Mikrofon oberhalb einer der Klappen in der unteren Hälfte des Instruments bestückt.
Bei der gebogenen Bauform reicht – wie beim Alt- und Tenorsaxophon – ein über dem Schalltrichter platziertes Mikrofon aus, da es jeweils auch den aus den Tonlöchern austretenden Schall aufnehmen kann.